# Wyższa Szkoła Pedagogiczna im. Tadeusza Kotarbińskiego w Zielonej Górze

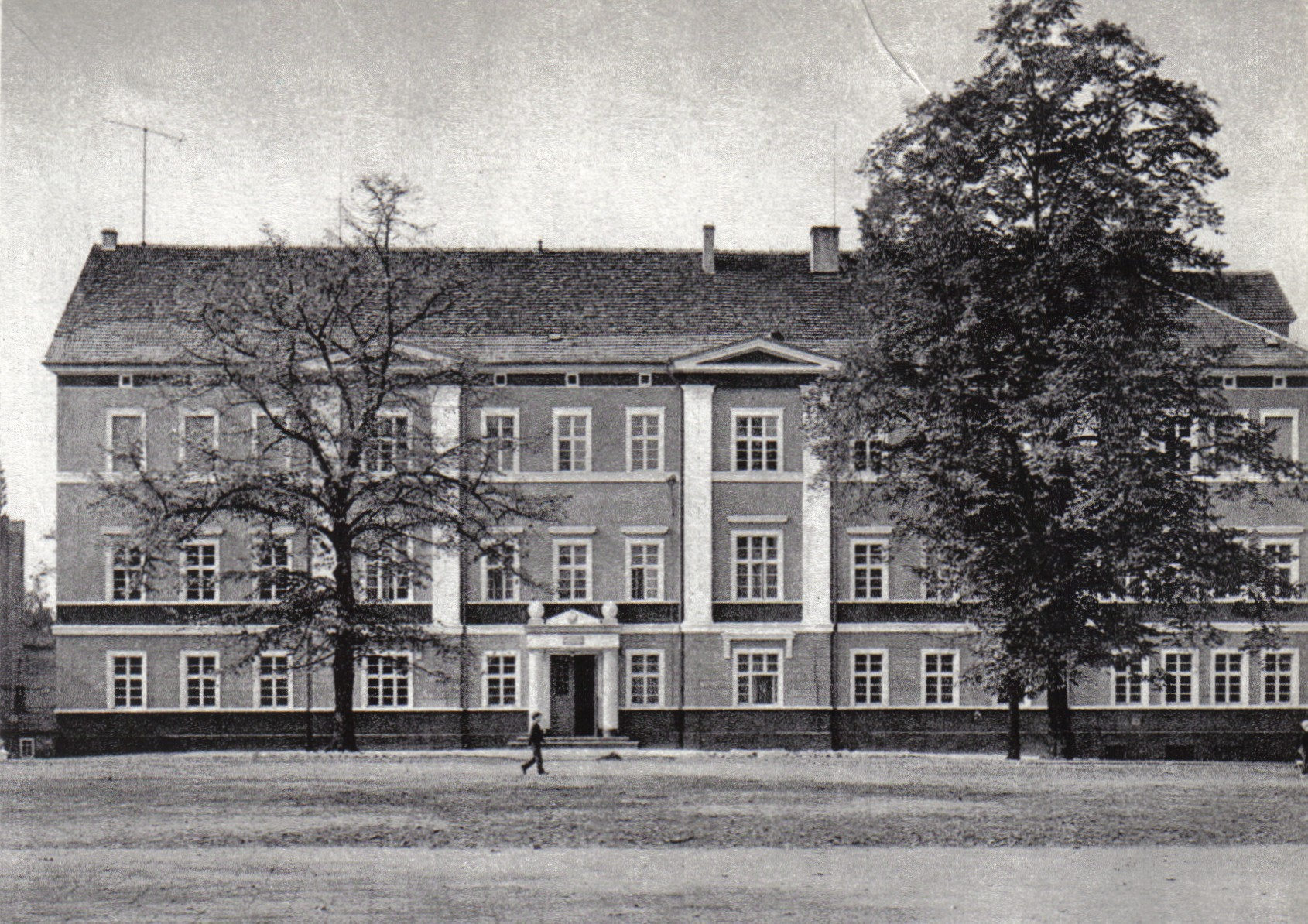
Pierwszy budynek WSP na placu Słowiańskim

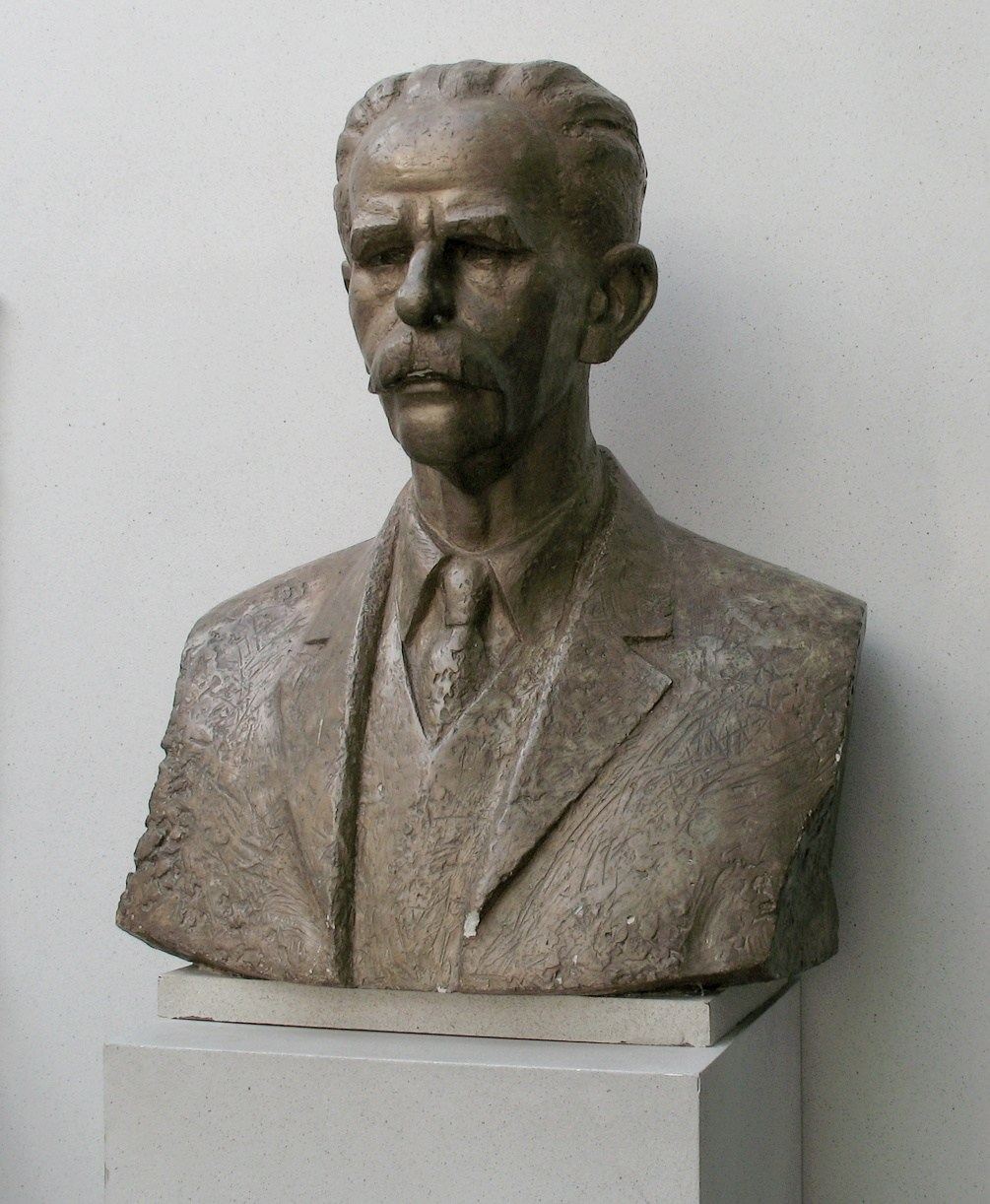
Popiersie patrona w hallu głównym WSP na ul. Wojska Polskiego

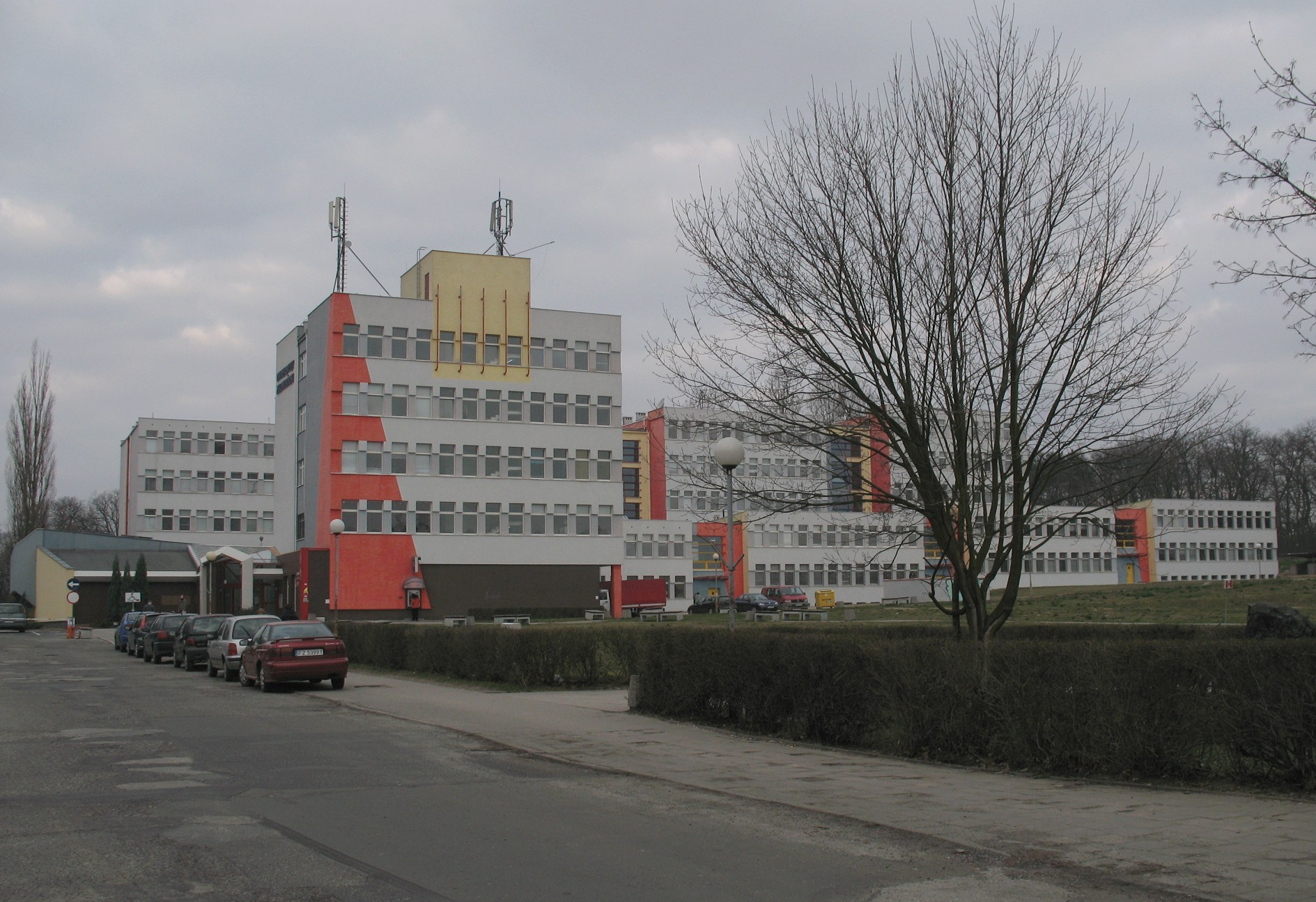
Budynki z lat 70.; obecnie: Campus B Uniwersytetu

Wyższa Szkoła Pedagogiczna im. Tadeusza Kotarbińskiego w Zielonej Górze powstała jako Wyższa Szkoła Nauczycielska w 1971 roku. Istniała do 1 września 2001 r., kiedy w wyniku połączenia Politechniki Zielonogórskiej i Wyższej Szkoły Pedagogicznej im. T. Kotarbińskiego powstał Uniwersytet Zielonogórski.

## Historia
Utworzenie WSN, było uhonorowaniem wieloletnich prób środowiska do kształcenia kadry na potrzeby oświaty i kultury. Szkoła powstała na mocy rozporządzenia Rady Ministrów z 30 lipca 1971, a w pierwszej inauguracji roku akademickiego wziął udział Henryk Jabłoński (ówczesny minister oświaty i szkolnictwa wyższego, późniejszy przewodniczący Rady Państwa). Organizatorem uczelni i pierwszym rektorem był doc. dr hab. Hieronim Szczegóła.
Pierwszą bazą lokalową szkoły stanowiły cztery budynki przy Placu Słowiańskim. Kadra składała się z 34 pracowników naukowo-dydaktycznych (m.in. pięciu docentów i siedmiu doktorów) i w niedużym stopniu wywodziła się spoza grona wykładowców studiów nauczycielskich z Zielonej Góry, Gorzowa Wielkopolskiego, Jeleniej Góry oraz Legnicy, a także zielonogórskich szkół średnich. Naukę rozpoczęło wówczas 287 studentów na następujących ośmiu kierunkach: filologia polska, filologia rosyjska, wychowanie przedszkolne, nauczanie początkowe, wychowanie muzyczne, matematyka, fizyka i wychowanie techniczne, które skupiono w obrębie trzech wydziałów: Humanistycznego (dziekan – doc. Bronisław Ratuś), Pedagogicznego (dziekan – doc. Henryk Pochanke) i Matematyczno-Przyrodniczego (od początku lat 80. XX wieku Matematyki, Fizyki i Techniki, dziekan – dr Piotr Chocianowski).
1 października 1973 Wyższa Szkoła Nauczycielska przekształcona została w Wyższą Szkołę Pedagogiczną (później nadano jej imię profesora Tadeusza Kotarbińskiego), co zapoczątkowało jednolite, jednokierunkowe, czteroletnie studia magisterskie (dzienne i zaoczne). W latach 1973–1976 powstały nowe kierunki: historia, pedagogika pracy kulturalno-oświatowej, pedagogika opiekuńczo-wychowawcza, bibliotekoznawstwo z informacją naukową, filologia germańska i pedagogika szkolna (ten ostatni na krótko). Od roku akademickiego 1974/1975 zakłady zastąpiono instytutami: Nauk Społeczno-Politycznych, Filologii Polskiej oraz Nauk Pedagogicznych.
W latach 80. działało trzynaście kierunków, sześć instytutów (Filologii Polskiej, Historii, Nauk Społeczno-Politycznych, Wychowania Muzycznego, Matematyki i Techniki), cztery katedry (Filologii Germańskiej, Filologii Rosyjskiej, Teorii Nauczania i Wychowania oraz Pedagogiki Społecznej) i 27 zakładów. Dwa studia tworzyły jednostki międzywydziałowe (Języków Obcych, Wychowania Fizycznego i Sportu). Istniały również dwie pracownie: Nowych Technik Nauczania i Praktyk Pedagogicznych. Działało wydawnictwo i biblioteka uczelniana. Liczba pełnoetatowych pracowników wynosiła: 185 (w 1975), 261 (w 1980), 290 (w 1985). Wśród nich było 31 profesorów oraz docentów i 88 doktorów. W 1975 studia rozpoczęło 3069 studentów (1134 dziennych), w 1980 było to 2829 osób (1500 dziennych), a w 1985 – 3080 studentów (1870 dziennych). Od roku akademickiego 1982/1983 wprowadzono stałe studia podyplomowe na kierunkach: filologia polska, filologia rosyjska, historia, matematyka i fizyka.
Problematyka badawcza uczelni skupiała się w tym czasie w szczególności na badaniu następujących zagadnień: Ziemie Odzyskane w polskiej myśli historyczno-politycznej, przemiany w stosunkach polsko-niemieckich po II wojnie światowej, dydaktyczno-wychowawcze funkcjonowanie szkoły powszechnej w typowych środowiskach, teoria i metodologia dydaktyki literatury, doskonalenie systemu kształcenia nauczycieli techniki, uczestnictwo młodzieży w kulturze, a także kultura polityczna młodzieży. Do 1985 pracownicy uczelni opublikowali 245 książek i ponad dwa tysiące innych prac.
W 1991 r. ówczesny rektor, prof. Jerzy Baksalary rozpoczął w ramach uczelni jako pierwszy w Polsce kształcenie na odpłatnych studiach zaocznych. WSP kształciła w tym czasie studentów w systemie nauczania dziennym i zaocznym. Prowadziła studia 5-letnie magisterskie i 3,5-letnie licencjackie. Posiadała cztery wydziały, na których prowadzono kierunki:

## Wydziały

### Wydział Artystyczny
(utworzony w 1999 roku)
- Malarstwo
- Wychowanie Muzyczne
- Wychowanie Plastyczne

### Wydział Humanistyczny
(utworzony w 1973 roku)
- Filologia polska
- Filologia rosyjska
- Filologia germańska
- Filologie: języka angielskiego, języka niemieckiego i języka rosyjskiego w ramach Nauczycielskiego Kolegium Języków Obcych
- Filozofia
- Historia
- Politologia

### Wydział Nauk Pedagogicznych i Społecznych
(utworzony w 1973 roku, wcześniej Wydział Pedagogiczny)
- Pedagogika
- Socjologia
- Wychowanie Fizyczne
- Zarządzanie i marketing

### Wydział Matematyki, Fizyki i Techniki
(utworzony w 1973 roku, wcześniej Wydział Matematyczno-Przyrodniczy)
- Fizyka
- Informatyka
- Matematyka
- Ochrona Środowiska
- Wychowanie Techniczne

## Rektorzy
- 1971–1975: prof. dr hab. Hieronim Szczegóła – historyk (historia współczesna Polski)
- 1975–1981: prof. dr hab. Jan Wąsicki – prawnik (historia państwa i prawa)
- 1981–1984: prof. dr hab. Hieronim Szczegóła – historyk (historia współczesna Polski)
- 1984–1990: prof. dr hab. Kazimierz Bartkiewicz – historyk (historia nowożytna Polski i powszechna)
- 1990–1996: prof. dr hab. Jerzy Baksalary – matematyk (algebra liniowa, statystyka matematyczna)
- 1996–1999: prof. dr hab. Hieronim Szczegóła – historyk (historia współczesna Polski)
- 1999–2001: prof. dr hab. Andrzej Wiśniewski – filozof (logika, logika filozoficzna)